# HRK Čapljina
Hrvatski rukometni klub Čapljina bosanskohercegovački je rukometni klub iz Čapljine. Trenutačno se natječe u Premijer ligi Bosne i Hercegovine.

## Vanjske poveznice
- HRK Čapljina
- HRK Čapljina
- HRK Čapljina
- Čapljinski portal HRK Čapljina